# Stomozoa gigantea
Stomozoa gigantea is een zakpijpensoort uit de familie van de Stomozoidae. De wetenschappelijke naam van de soort is, als Clavelina gigantea, voor het eerst geldig gepubliceerd in 1921 door Van Name.